# Черниковка
Чернико́вка — исторический район рабочего посёлка Черниковки, входивший в  Сталинский район Уфы позже города Черниковска в северной части города Уфы. Включает в себя части Калининского и Орджоникидзевского районов.

## История
До 1922 года земли Черниковки входили в Богородскую волость Уфимского уезда.

### Рабочий посёлок
В 1928 году началось промышленное строительство близ деревни Черниковки в 12 км от Уфы. Тогда земли занимал лес, прибрежные луга в излучине реки Уфы. Строились предприятия лесоперерабатывающей промышленности: спичечная, бумажная, фанерная фабрики, лесопильный и дубильно-экстрактный заводы (сданы в 1933–1934 годах). Для нужд предприятий была построена ЦЭС на 4 тыс. кВт (сдана 16 сентября 1928 года).
В сентябре 1931 года началось строительство Уфимского моторного завода в спецпосёлке Моторного завода в селе Богородском: проведена железнодорожная линия протяженностью 5,3 км, проложено 18 км шоссейной дороги, начали действовать телеграф, почта, телефонная станция, было построено 38 бараков, 3 дома, контора. К концу 1931 года коллектив строителей насчитывал уже несколько тысяч человек.
В связи со строительством заводов — лесопильного и фанерного заводов, завода дубильных экстрактов, Уфимского крекинг-завода, ТЭЦ Уфимского крекинг-завода и ТЭЦ Уфимского моторного завода, Уфимской спичечной фабрики и других — 23 декабря 1931 года основан рабочий посёлок Черниковка, в который вошли населённые пункты Аничково, Большая Красная Глинка, Волково 2‑е, Воробьёвка, Дежнёво, Каловка, Курочкино, Лопатино, Максимовка, Ново-Александровка, Сипайлово, Сосновка, Тужиловка, Ураково, Черниковка; организован Черниковский поселковый совет.
19 июля 1936 года посёлок вошёл в состав города Уфы, поселковый совет реорганизован в Черниковский районный совет с центром в селе Моторном с подчинением Уфимскому городскому совету. В 1938 году преобразован в Сталинский район города Уфы. 
С 1938 года строится Бензино-Черниковский узел (железнодорожная линия Черниковка — Бензин) Куйбышевской железной дороги. 

### Город
5 декабря 1944 года Указом Президиума Верховного Совета РСФСР Сталинский район Уфы преобразован в город республиканского подчинения Черниковск. Указом Президиума Верховного Совета РСФСР от 24 июля 1956 года объединены города Черниковск и Уфа.

### После объединения
После объединения городов переименованы улицы, названия которых дублировались. Построенная трамвайная сеть Черниковска объединена с уфимской в 1958 году.
В 1959 году достроен Бензино-Черниковский узел. В 1975 году проложена железнодорожная линия Загородная — Благовещенск, используемая как подъездной путь к группе заводов города Благовещенска.

## Галерея

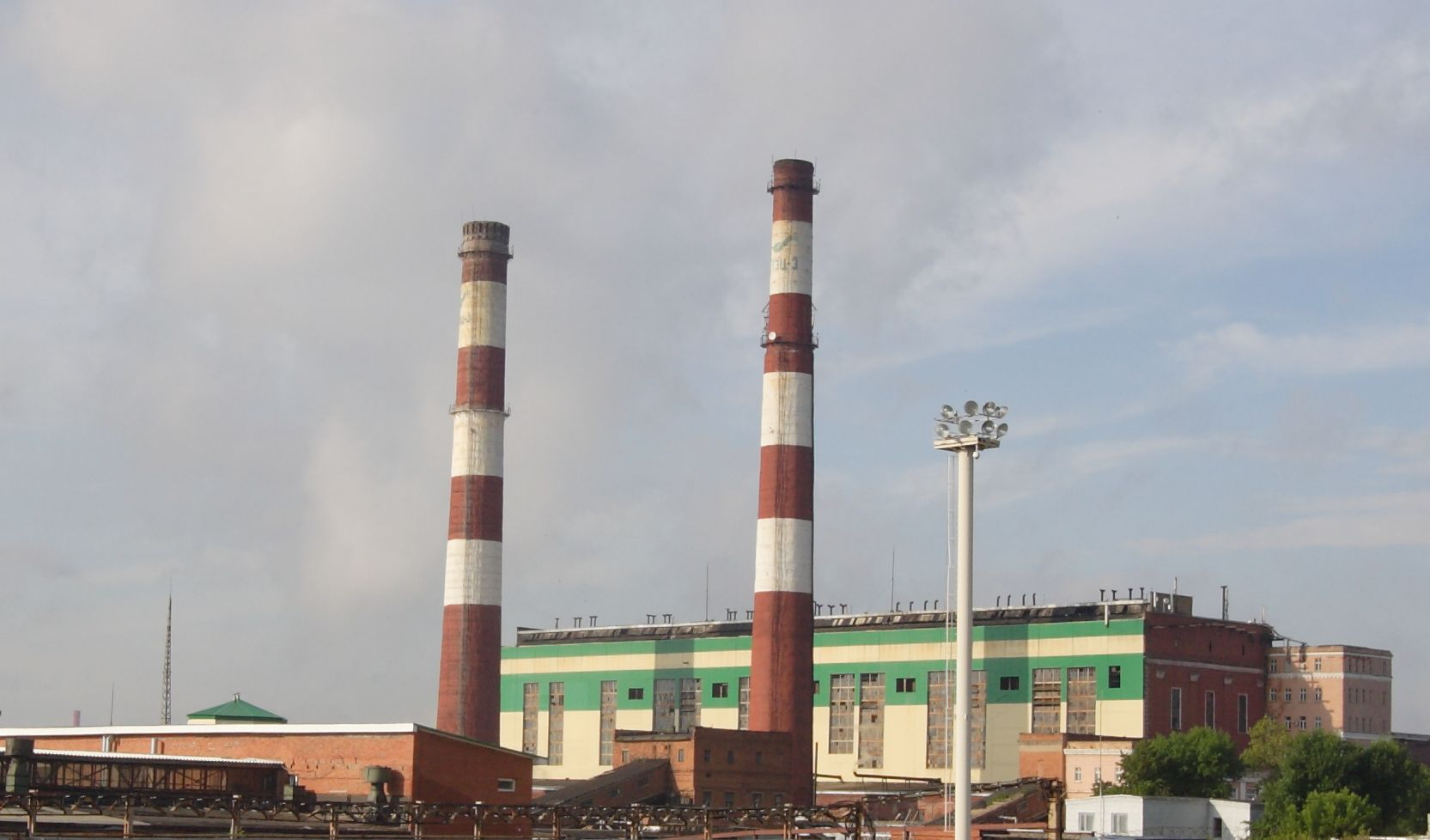
Уфимская ТЭЦ-3
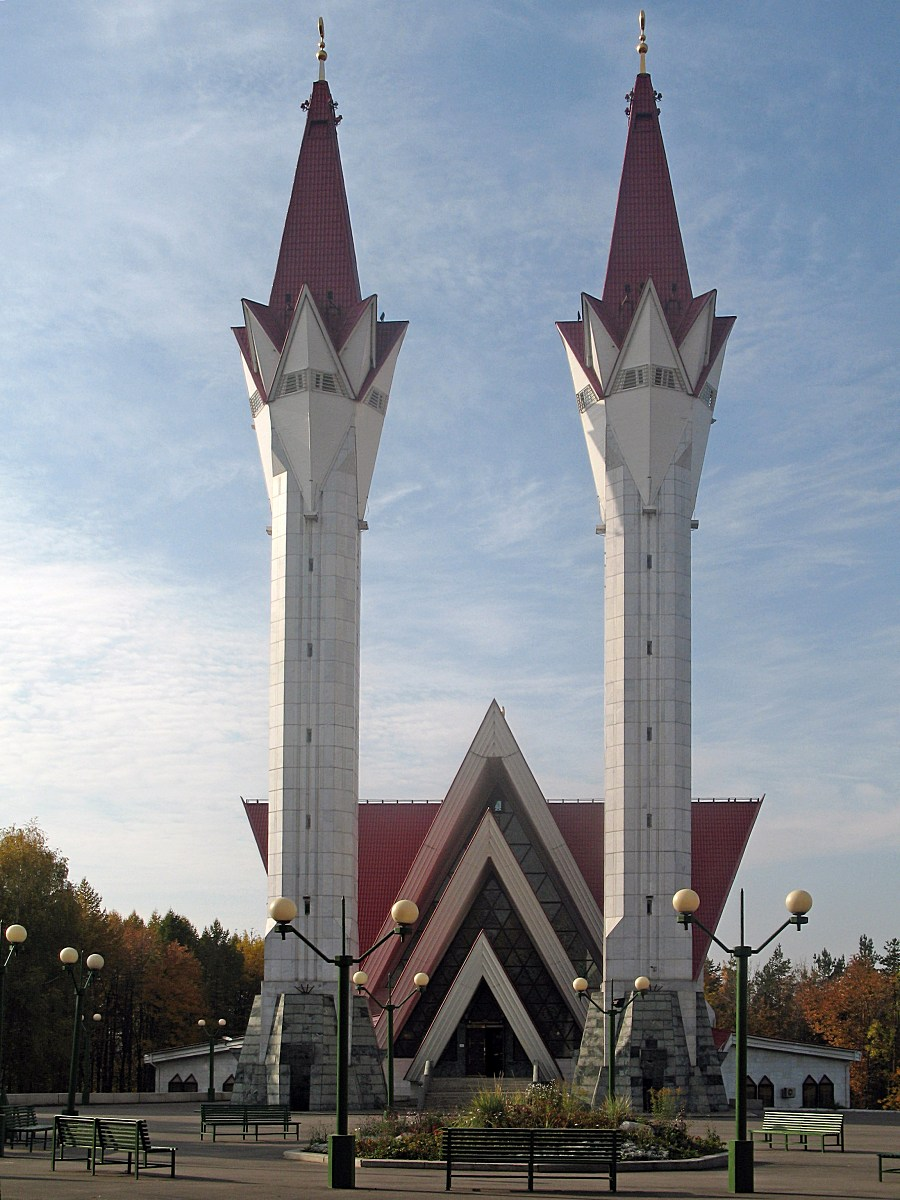
Ляля-Тюльпан
Главный корпус Уфимского нефтяного технического университета (УГНТУ)
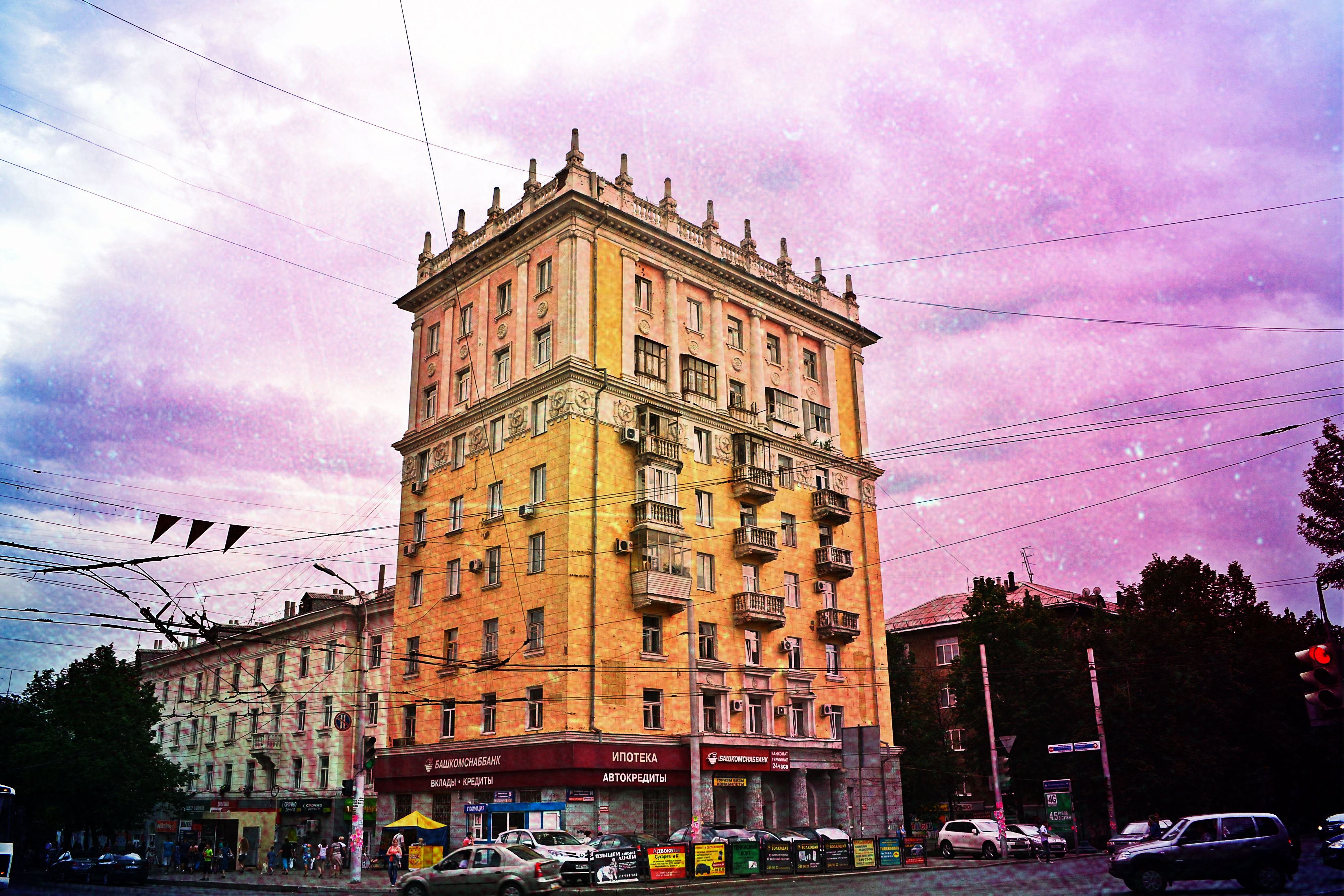
Восьмиэтажка
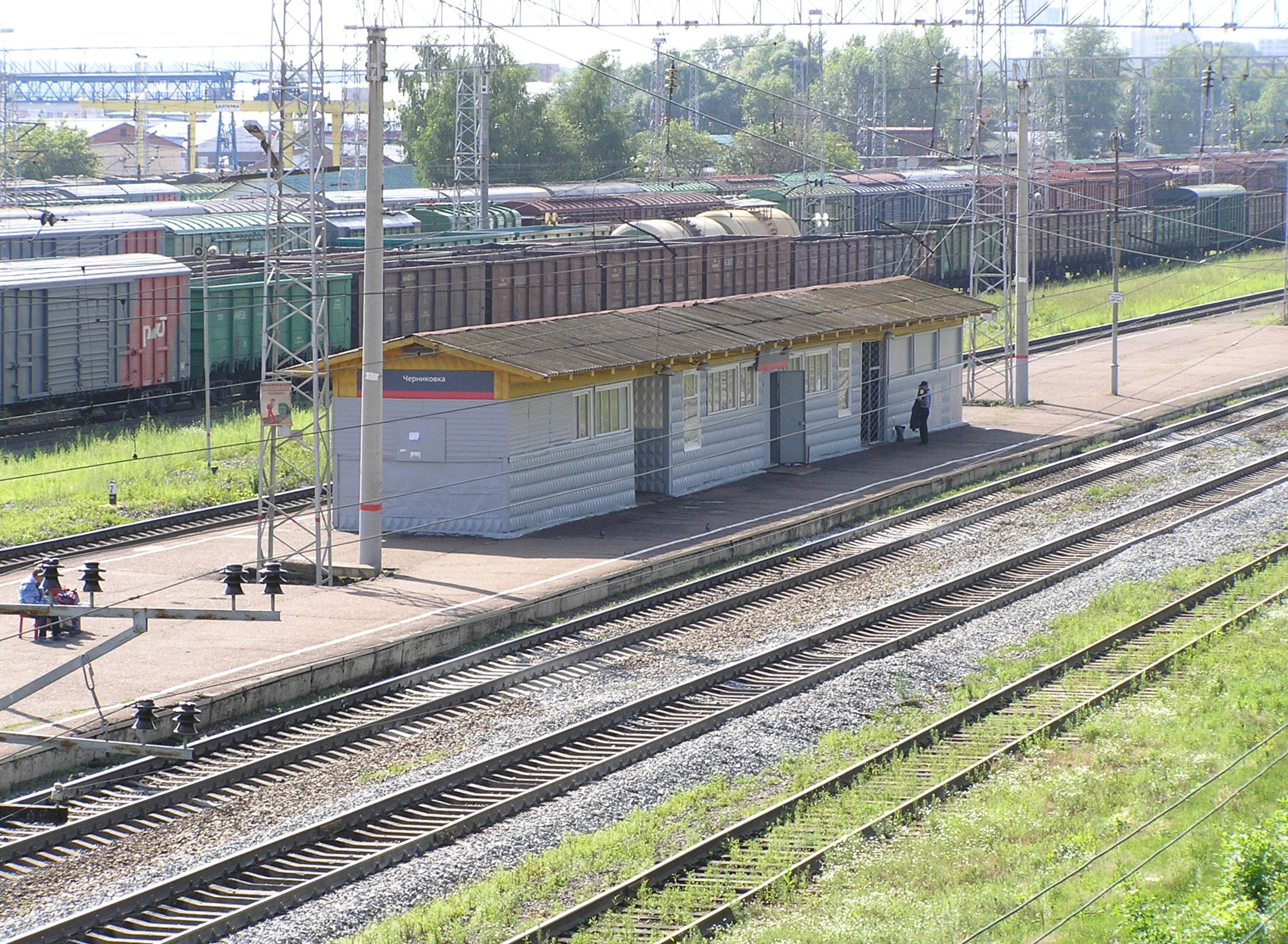
Станция Черниковка
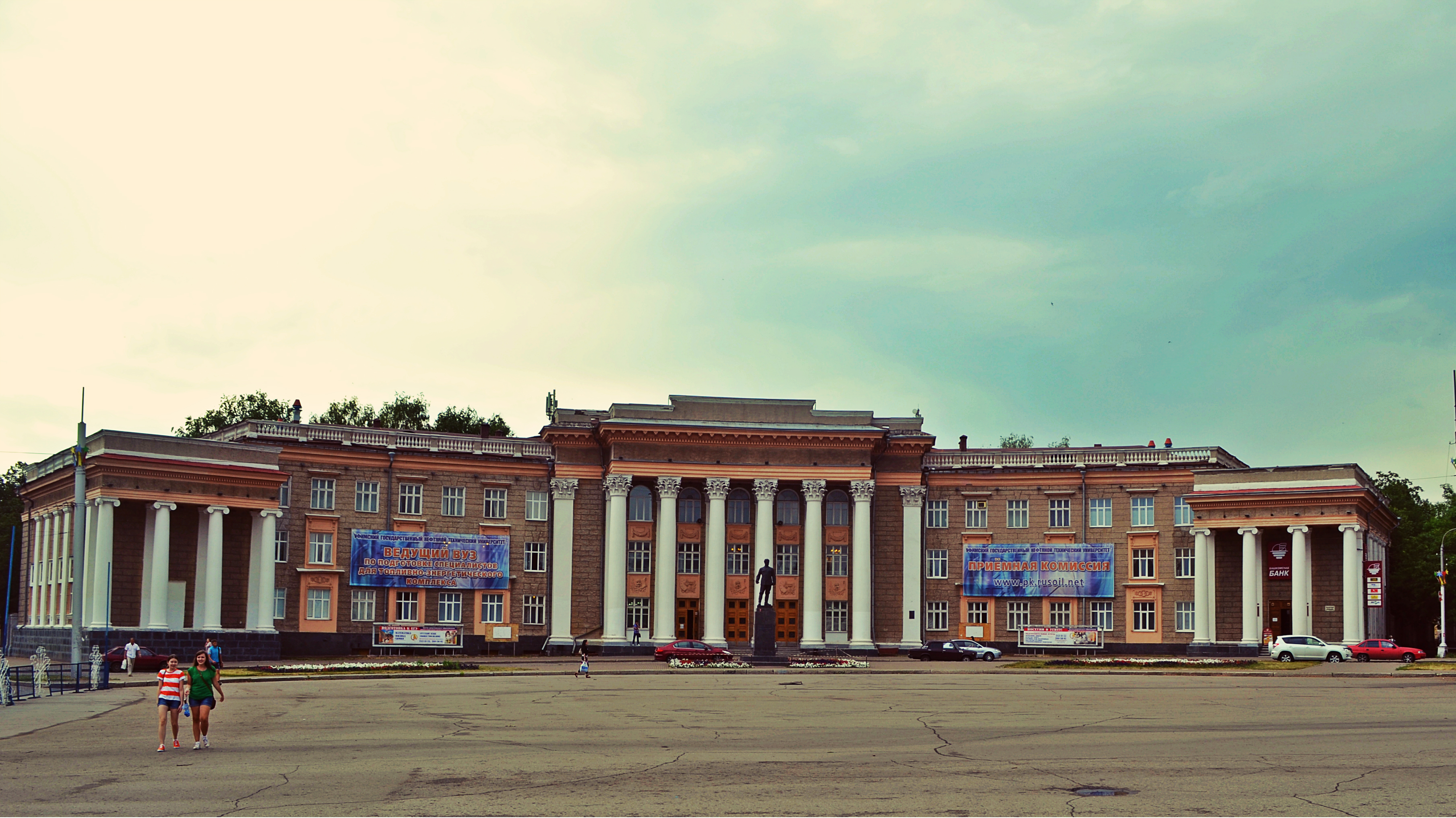
ДК Орджоникидзе
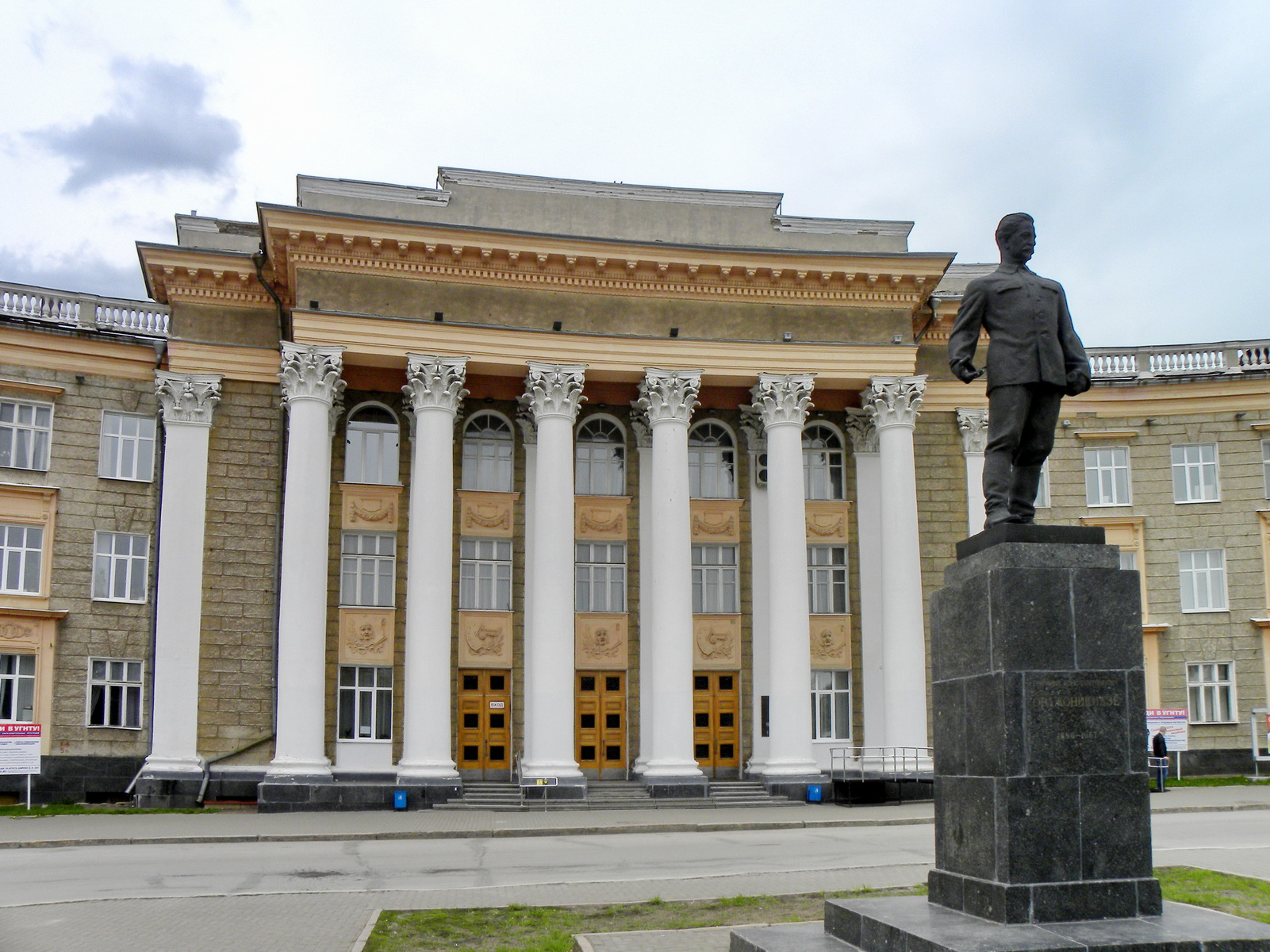
ДК Орджоникидзе
Памятник труженикам тыла в парке Победы
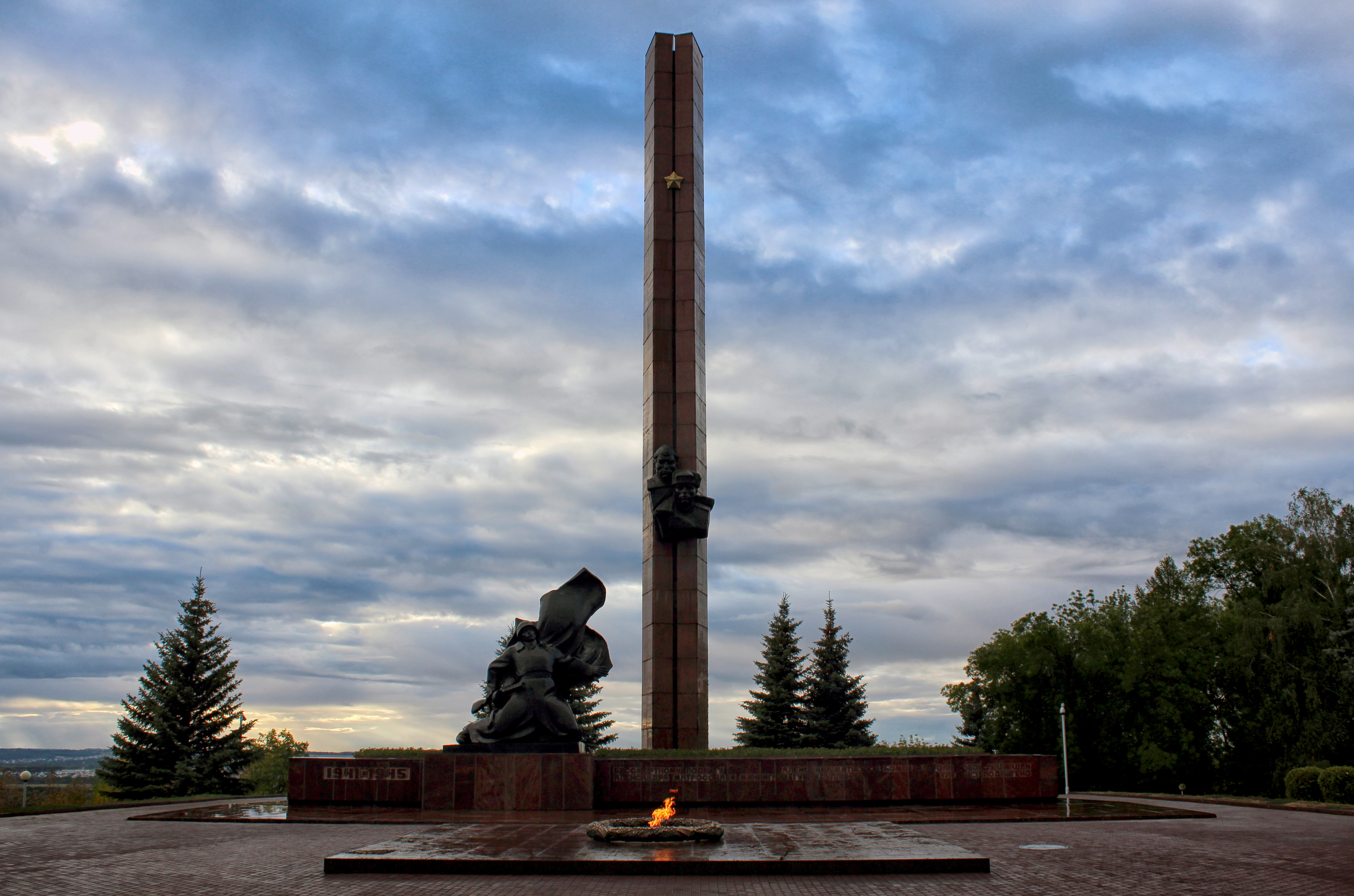
Памятник Героям Советского Союза А. Матросову и М. Губайдуллину
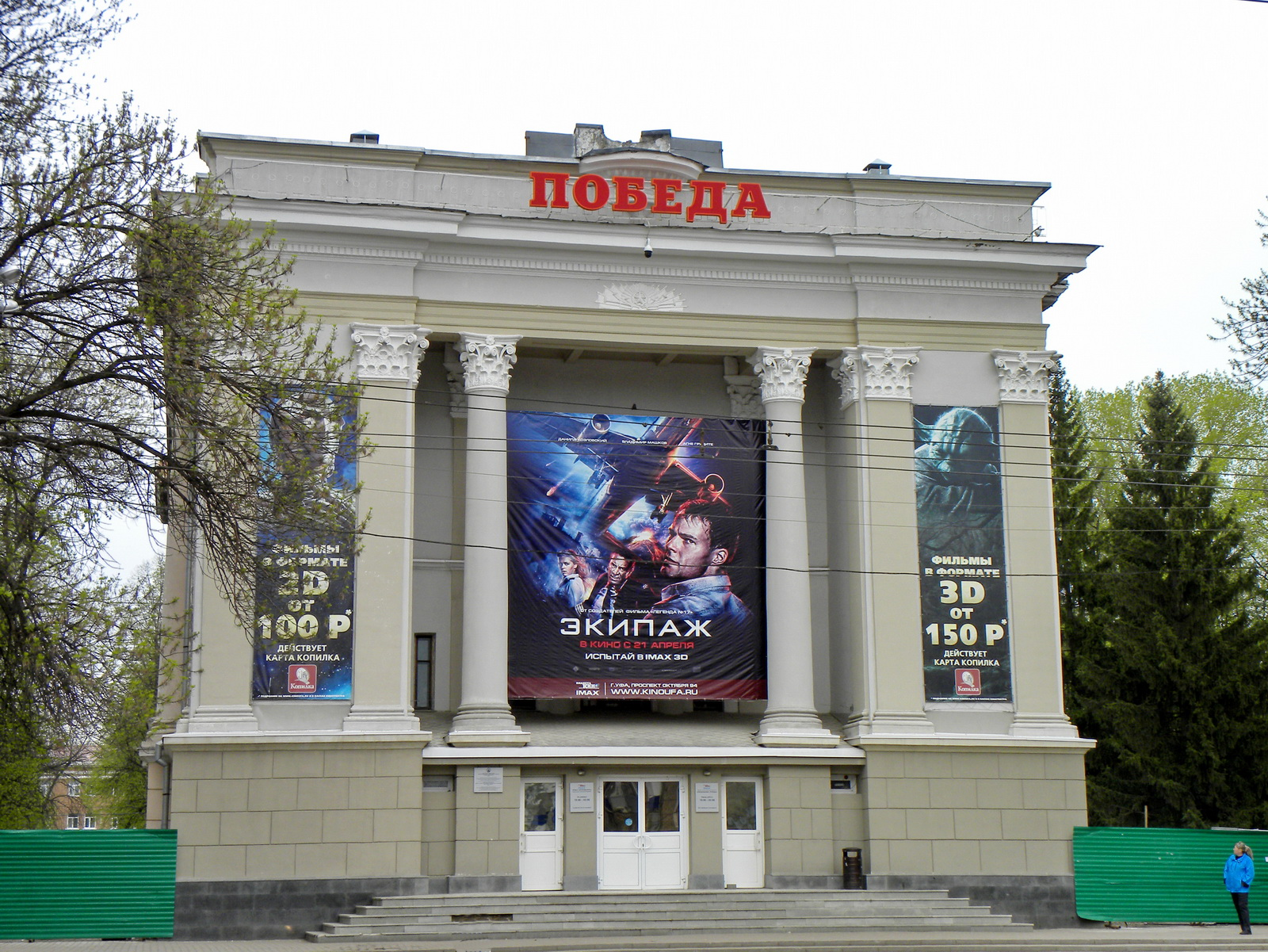
Кинотеатр «Победа»
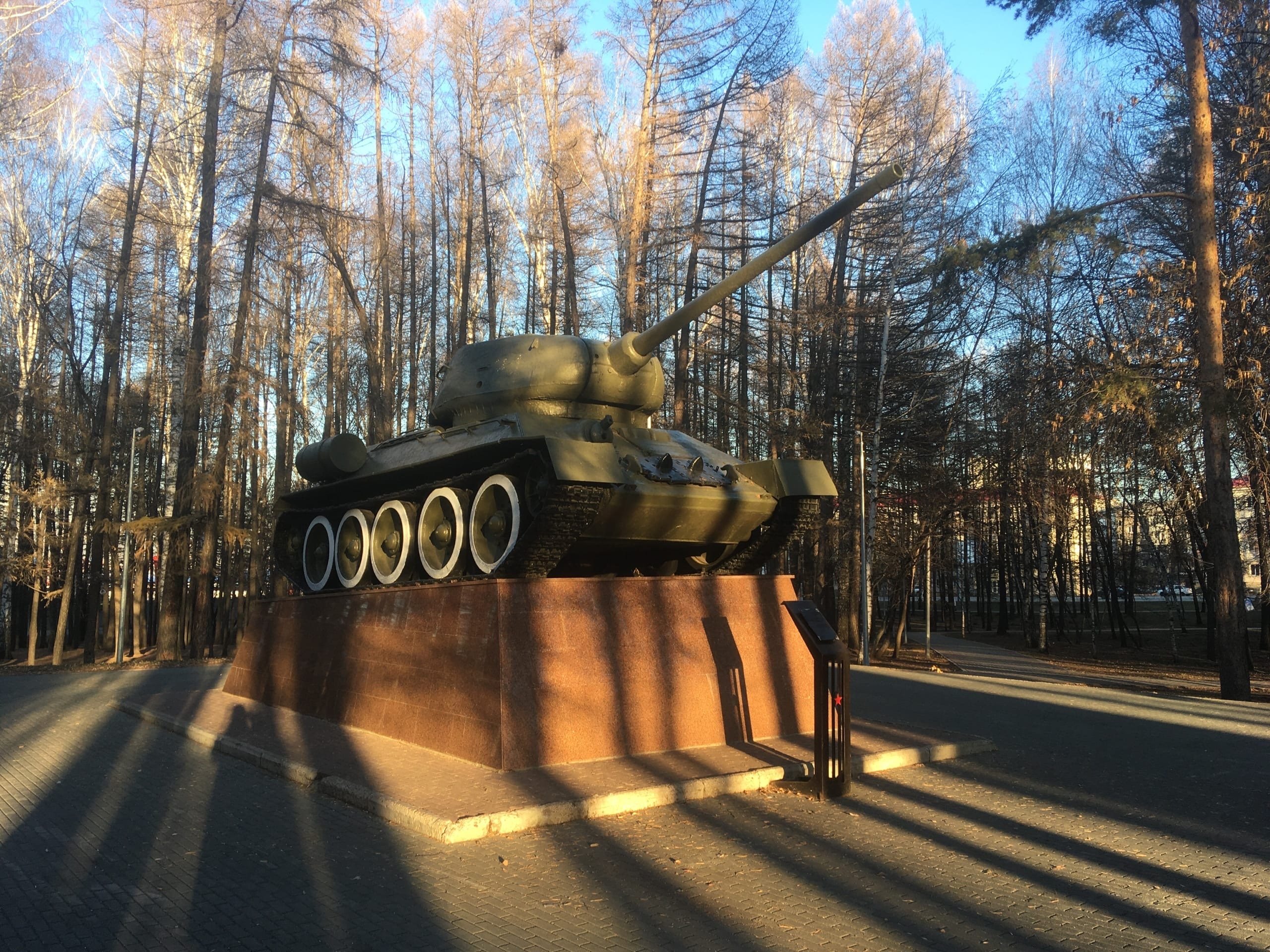
Т 34-85 в парке Победы.
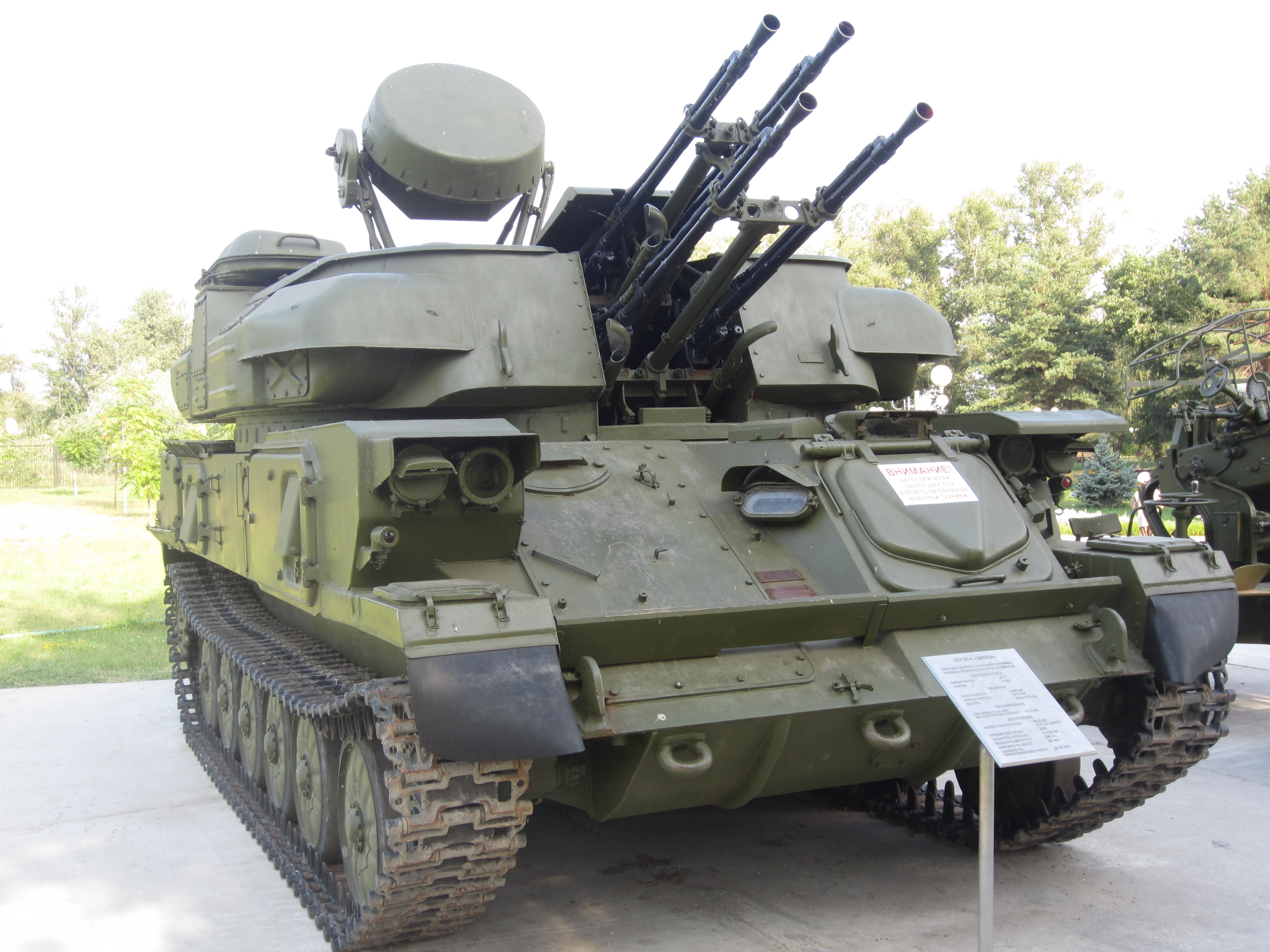
Шилка (ЗСУ) в парке Победы.